# Euphemia Allen
Euphemia Allen (1861-1949) va ser una compositora britànica. Va compondre la melodia "Chopsticks" en 1877, a l'edat de 16 anys, amb el pseudònim Arthur de Lulli. Va ser la germana de l'editora de música Mozart Allen.